# گراز کوتوله
گراز کوتوله (نام علمی: Porcula salvania) نام یک گونه از سرده خوک است.